# بورس اوراق بهادار سانتیاگو
بورس اوراق بهادار سانتیاگو (به انگلیسی: Santiago Stock Exchange) بازار بورس اوراق بهادار شیلیایی مستقر در شهر سانتیاگو می‌باشد.
بازار بورس سانتیاگو در سال ۱۸۹۳ تأسیس شد و هم‌اکنون پس از بورس سائوپائولو برزیل و بولسا مکزیکانا دی والورز مکزیک، سومین بازار بورس اوراق بهادار آمریکای لاتین، به‌شمار می‌آید.